# Grande America
Grande America fue un buque de carga de tipo Ro-Ro construido por Fincantieri en 1997, propiedad y operado por Grimaldi Lines, una subsidiaria de Grimaldi Group. Se hundió en el Golfo de Vizcaya en marzo de 2019.

## Hundimiento

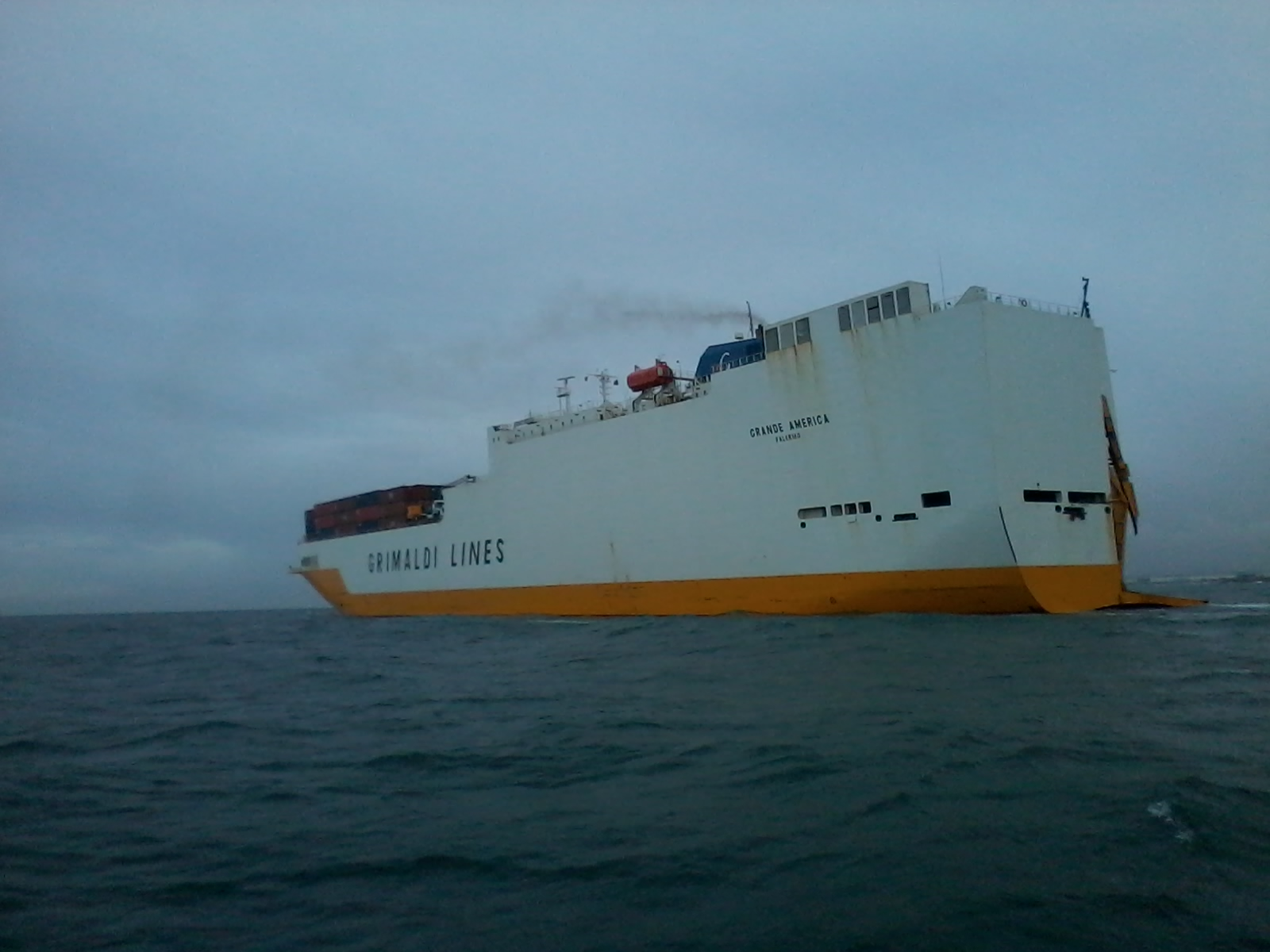
Grande America en 2016 cerca de Casablanca.

El 10 de marzo de 2019, el Grande America se incendió mientras viajaba por el océano Atlántico entre Francia y España en su ruta desde Hamburgo (Alemania) a Casablanca (Marruecos), y se hundió 4.600 m (15.100 pies) en el golfo de Vizcaya el 12 de marzo. Las 27 personas a bordo fueron rescatadas por el barco de la Marina Real británica HMS Argyll después de que abandonaran el barco el 11 de marzo. Después de que el motor de su bote salvavidas se averió al entrar en el agua, un barco marítimo de la Marina Real lo remolcó a un lugar seguro en un oleaje de 6 m (20 pies). El marinero David Groves, el timonel del barco marítimo, recibió más tarde la Medalla de Galantería de la Reina por su valentía en el rescate.

### Derrame
Hundo un derrame de petróleo de unos 10 km (6,2 mi) de largo y 1 km (0,62 mi) de ancho, que comenzó a moverse hacia la costa francesa, amenazando las áreas alrededor de La Rochelle, Biarritz y Vendée. El barco transportaba 365 contenedores, de los cuales 45 contenían material considerado peligroso, incluidas 10 toneladas de ácido clorhídrico y 70 toneladas de ácido sulfúrico.

### Carga
El barco contenía decenas de vehículos que debían ser entregados a importadores brasileños, entre ellos 37 vehículos Porsche. Cuatro de ellos eran las últimas unidades de Porsche del 911 GT2 RS, que dejó de producirse en febrero de 2019. El hundimiento llevó a Porsche a reactivar la línea de producción del Porsche 911 GT2 RS, para que estas cuatro últimas unidades pudieran ser entregadas a sus propietarios en Brasil. El barco también transportaba decenas de automóviles Audi, entre ellos los modelos RS4 y RS5.

### Pecio
El pecio del naufragio fue localizado por el Island Pride (un buque arrendado a Ocean Infinity). Llegó el 30 de marzo y comenzó a inspeccionar el lugar del naufragio utilizando vehículos submarinos operados a distancia (ROV). Los ROV se utilizaron para sellar pequeñas fugas de petróleo descubiertas durante la inspección.